# Тополо
Тополо је насељено место у саставу општине Дубровачко приморје, Дубровачко-неретванска жупанија, Република Хрватска.

## Историја
До територијалне реорганизације у Хрватској налазило се у саставу старе општине Дубровник.

## Становништво
На попису становништва 2011. године, Тополо је имало 154 становника.
| Број становника по пописима | Број становника по пописима | Број становника по пописима | Број становника по пописима | Број становника по пописима | Број становника по пописима | Број становника по пописима | Број становника по пописима | Број становника по пописима | Број становника по пописима | Број становника по пописима | Број становника по пописима | Број становника по пописима | Број становника по пописима | Број становника по пописима | Број становника по пописима |
| --------------------------- | --------------------------- | --------------------------- | --------------------------- | --------------------------- | --------------------------- | --------------------------- | --------------------------- | --------------------------- | --------------------------- | --------------------------- | --------------------------- | --------------------------- | --------------------------- | --------------------------- | --------------------------- |
| 1857                        | 1869                        | 1880                        | 1890                        | 1900                        | 1910                        | 1921                        | 1931                        | 1948                        | 1953                        | 1961                        | 1971                        | 1981                        | 1991                        | 2001                        | 2011                        |
| 237                         | 344                         | 218                         | 239                         | 299                         | 332                         | 308                         | 320                         | 285                         | 278                         | 278                         | 242                         | 190                         | 157                         | 152                         | 154                         |

Напомена: У 1869. садржи податке за насеље Штедрица.

### Попис1991.
На попису становништва 1991. године, насељено место Тополо је имало 157 становника, следећег националног састава:
| Попис 1991.‍ | Попис 1991.‍ | Попис 1991.‍ | Попис 1991.‍ | Попис 1991.‍ |
| ----------- | ----------- | ----------- | ----------- | ----------- |
|             |             |             |             |             |
| Хрвати      | Хрвати      |             | 152         | 96,81%      |
| Албанци     | Албанци     |             | 1           | 0,63%       |
| непознато   | непознато   |             | 4           | 2,54%       |
| укупно: 157 |             |             |             |             |